# Tuskegee
Tuskegee (pronuncia:  təˈskiːgi) è un comune degli Stati Uniti d'America, capoluogo della contea di Macon, nello Stato dell'Alabama. La popolazione era di 11 590 abitanti nel 2005.

## Etimologia
Il nome Tuskegee significa "guerriero" nel dialetto muskogee della lingua del popolo Creek. È il nome di almeno due tribù indiane: una vivente nel centro dell'Alabama e l'altra nel Tennessee.

## Geografia fisica

### Clima
La temperatura media annuale a Tuskegee è di circa 18 °C. Il tempo è generalmente caldo in estate variando tra i 32 °C e i 38 °C. Primavera e autunno sono generalmente miti. Anche l'inverno è temperato variando tra −1 °C e 10 °C.